# Lista dos campeões King of the Mountain da TNA

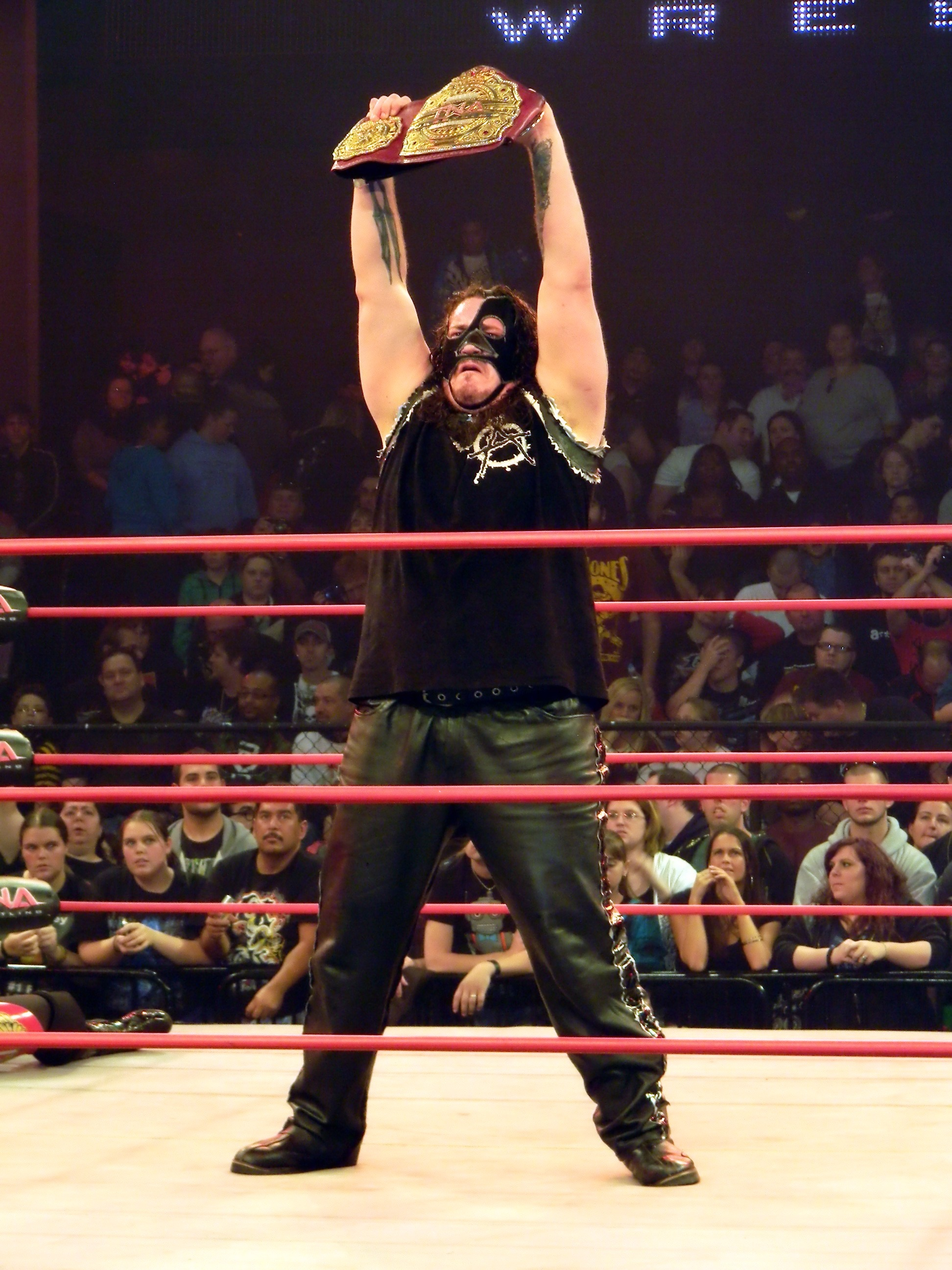
Abyss durante seu primeiro reinado como campeão televisivo da TNA.

Esta lista de campeões King of the Mountain da TNA reúne os atletas que obtiveram este título de luta livre profissional que pertence a organização estadunidense Total Nonstop Action Wrestling (TNA). Criado em 2008, é um título de valor menor que o Campeonato Mundial dos Pesos-Pesados, ou seja, é comummente disputado por lutadores de menos importância na empresa.
O título foi introduzido durante uma história que opôs os jovens talentos dentro da TNA contra os veteranos da luta profissional. Nas semanas que antecederam a inauguração do campeonato em si, Booker T carregava consigo uma maleta de aço. Em 23 de outubro de 2008, durante o episódio do programa semanal da TNA, naquela altura chamado de Impact!, Booker T revelou o título contido dentro da maleta, anunciando seu nome como "Campeonato das Lendas da TNA", declarando-se como o primeiro campeão. Ele anunciou a todos os outros lutadores que o campeonato era seu e que o defenderia quando bem entendesse; isto significava que o título ainda não havia sido sancionado pela TNA, na história. Em 15 de março de 2009, durante o evento Destination X, A.J. Styles derrotou Booker T para ganhar o título. Quatro dias depois, no Impact!, o diretor de gestão da TNA na altura, Jim Cornette, anunciou que o Campeonato das Lendas agora era um título oficial da empresa.
Em 29 de outubro de 2009, durante o episódio do Impact!, o até então campeão Eric Young renomeou o título para "Campeonato Global da TNA", já que durante seu reinado declarou que não defenderia o título contra um lutador americano, nem sob solo estadunidense. No episódio de 29 de julho de 2010 do Impact!, durante o segundo reinado de A.J. Styles, este renomeou novamente o título, desta vez para "Campeonato Televisivo da TNA", permanecendo assim até 3 de julho de 2014, quando foi declarado desativado pelo diretor executivo da TNA, Kurt Angle. Todavia, o título foi reativado em 28 de junho de 2015 com o nome de "Campeonato King of the Mountain".
Os reinados do Campeonato King of the Mountain da TNA são determinados com a realização de combates de luta profissional, onde os competidores estão envolvidos em rivalidades com roteiros pré-determinados. As rivalidades são criadas entre os vários competidores, onde utilizam o papel de face (herói) e o de heel (vilão). Até 22 de 2025, Abyss, A.J. Styles, Devon, Eric Young e Kevin Nash possuem o recorde de maior número de reinados, sendo que todos conquistaram o título em duas ocasiões. Com 396 dias, o segundo reinado de Abyss é considerado o maior da história do título; já o reinado de PJ Black é o mais curto. O atual campeão é Bobby Roode, que está em seu primeiro reinado. Em suma, houve 20 reinados distribuídos entre 15 lutadores, com o título tendo ficado vago por três ocasiões.

## História

### Nomes
| Nomes                                  | Datas                                         | Ref(s)      |
| -------------------------------------- | --------------------------------------------- | ----------- |
| Campeonato das Lendas da TNA           | 23 de outubro de 2008 – 29 de outubro de 2009 | [ 2 ] [ 6 ] |
| Campeonato Global da TNA               | 29 de outubro de 2009 – 22 de julho de 2010   | [ 6 ] [ 7 ] |
| Campeonato Televisivo da TNA           | 22 de julho de 2010 – 3 de julho de 2014      | [ 7 ]       |
| Campeonato King of the Mountain da TNA | 28 de junho de 2015 – presente                | [ 8 ] [ 9 ] |

### Reinados
| #       | Ordem dos reinados                                                               |
| Reinado | O número de reinados para o conjunto específico de lutadores listados            |
| Evento  | O evento promovido pela respectiva promoção em que os títulos foram conquistados |
| —       | Usado para reinados vagos para não contá-lo como um reinado oficial              |
| +       | Indica que o reinado atual está mudando diariamente                              |

| Nº | Lutador          | Reinado | Data                   | Dias com o título | Local                  | Evento                  | Notas | Ref.          |
| -- | ---------------- | ------- | ---------------------- | ----------------- | ---------------------- | ----------------------- | --- | ------------- |
| 1  | Booker T         | 1       | 23 de outubro de 2008  | 143               | Las Vegas, Nevada      | TNA Impact!             | Booker T declarou-se o primeiro campeão depois que revelou o cinturão de campeão. | [ 10 ]        |
| 2  | A.J. Styles      | 1       | 15 de março de 2009    | 126               | Orlando, Flórida       | Destination X (2009)    | | [ 11 ]        |
| 3  | Kevin Nash       | 1       | 19 de julho de 2009    | 3                 | Orlando, Flórida       | Victory Road (2009)     | | [ 12 ]        |
| 4  | Mick Foley       | 1       | 22 de julho de 2009    | 25                | Orlando, Flórida       | TNA Impact!             | Foley, que fez dupla com Bobby Lashley, realizou a contagem no campeão televisivo Kevin Nash, que havia feito parceria com o campeão mundial dos pesos-pesados Kurt Angle, em uma luta de duplas para vencer o título. Se Angle sofresse a contagem, perderia seu campeonato. Exibido em 30 de julho de 2009. | [ 13 ]        |
| 5  | Kevin Nash       | 2       | 16 de agosto de 2009   | 63                | Orlando, Flórida       | Hard Justice (2009)     | | [ 14 ]        |
| 6  | Eric Young       | 1       | 18 de outubro de 2009  | 101               | Irvine, Califórnia     | Bound for Glory (2009)  | Foi uma luta three-way, envolvendo também Hernandez. Young renomeou o título para "Campeonato Global da TNA" em 29 de outubro de 2009. | [ 15 ]        |
| 7  | Rob Terry        | 1       | 27 de janeiro de 2010  | 167               | Cardiff, País de Gales | Evento ao vivo          | | [ 16 ]        |
| 8  | A.J. Styles      | 2       | 13 de julho de 2010    | 145               | Orlando, Flórida       | TNA Impact!             | Exibido em 22 de julho de 2010. Styles renomeou o título para "Campeonato Televisivo da TNA" no episódio de 29 de julho do TNA Impact!. | [ 17 ]        |
| 9  | Douglas Williams | 1       | 5 de dezembro de 2010  | 35                | Orlando, Flórida       | Final Resolution (2010) | | [ 18 ]        |
| 10 | Abyss            | 1       | 9 de janeiro de 2011   | 64                | Orlando, Flórida       | Genesis (2011)          | | [ 19 ]        |
| —  | Vago             | —       | 14 de março de 2011    | —                 | Orlando, Flórida       | TNA Impact!             | O título foi desocupado devido a Abyss ser incapaz de defendê-lo, depois de sofrer uma lesão, no enredo. Exibido em 17 de março de 2011. | [ 20 ] [ 21 ] |
| 11 | Gunner           | 1       | 14 de março de 2011    | 64                | Orlando, Flórida       | TNA Impact!             | Gunner derrotou Murphy e Rob Terry em uma luta three-way para ganhar o título vago. Exibido em 17 de março de 2011. | [ 21 ]        |
| 12 | Eric Young       | 2       | 17 de maio de 2011     | 180               | Orlando, Flórida       | Impact Wrestling        | Exibido em 26 de maio de 2011. | [ 22 ]        |
| 13 | Robbie E         | 1       | 13 de novembro de 2011 | 126               | Orlando, Flórida       | Turning Point (2011)    | | [ 23 ]        |
| 14 | Devon            | 1       | 18 de março de 2012    | 192               | Orlando, Flórida       | Victory Road (2012)     | | [ 24 ]        |
| —  | Vago             | —       | 26 de setembro de 2012 | —                 | Orlando, Flórida       | Impact Wrestling        | O título ficou vago devido o contrato de Devon expirar com a TNA. | [ 25 ]        |
| 15 | Samoa Joe        | 1       | 27 de setembro de 2012 | 70                | Orlando, Flórida       | Impact Wrestling        | Joe derrotou Mr. Anderson para conquistar o título vago. | [ 26 ]        |
| 16 | Devon            | 2       | 6 de dezembro de 2012  | 178               | Orlando, Flórida       | Impact Wrestling        | | [ 27 ]        |
| 17 | Abyss            | 2       | 2 de junho de 2013     | 396               | Boston, Massachusetts  | Slammiversary XI        | | [ 28 ]        |
| —  | Desativado       | —       | 3 de julho de 2014     | —                 | —                      | —                       | O diretor executivo da TNA Kurt Angle declarou que o título havia sido desativado. | [ 29 ]        |
| 18 | Jeff Jarrett     | 1       | 28 de junho de 2015    | 29                | Orlando, Flórida       | Slammiversary XIII      | Foi uma luta King of the Mountain envolvendo também Matt Hardy, Eric Young, Drew Galloway e Bobby Roode. Ao ganhar o título, Jarrett reativou o título sob o nome de "Campeonato King of the Mountain da TNA".                                                                                                | [ 8 ]         |
| —  | Vago             | —       | 27 de julho de 2015    | —                 | Orlando, Flórida       | Impact Wrestling        | Vago após Jarrett se tornar no gerente geral da TNA. Exibido em 12 de agosto de 2015. | [ 30 ]        |
| 19 | PJ Black         | 1       | 27 de julho de 2015    | 1                 | Orlando, Flórida       | Impact Wrestling        | Foi uma luta King of the Mountain envolvendo também Lashley, Chris Mordetzky, Eric Young e Robbie E para ganhar o título vago. Exibido em 12 de agosto de 2015. | [ 30 ]        |
| 20 | Bobby Roode      | 1       | 28 de julho de 2015    | 3525+             | Orlando, Flórida       | Impact Wrestling        | Exibido em 2 de setembro de 2015. | [ 31 ]        |

## Lista de reinados combinados

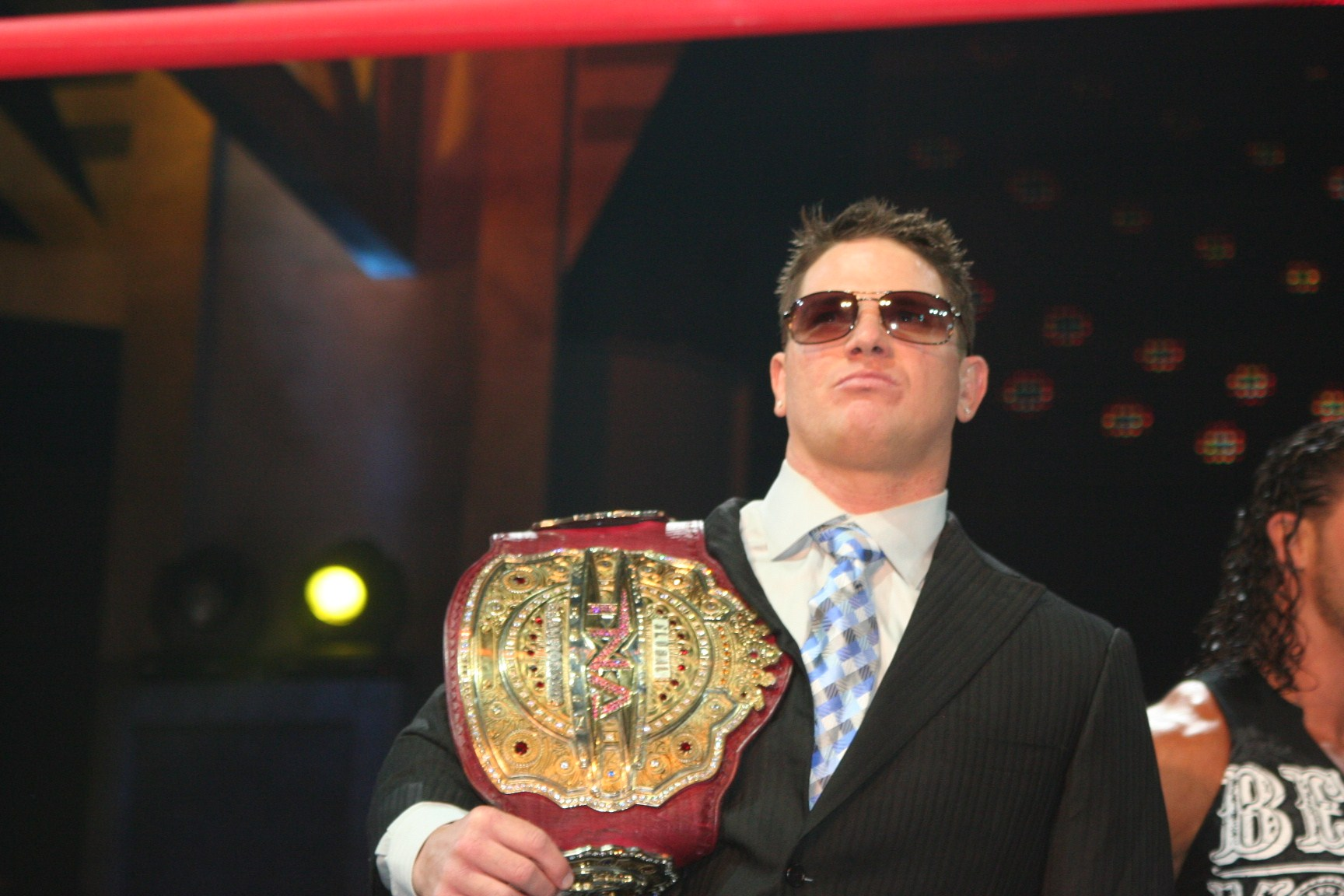
A.J. Styles, ao se tornar campeão televisivo se tornou também o primeiro vencedor do Grand Slam da TNA.

| Pos. | Lutador          | Nº de reinados | Dias combinados |
| ---- | ---------------- | -------------- | --------------- |
| 1    | Abyss            | 2              | 460             |
| 2    | Devon            | 2              | 370             |
| 3    | Eric Young       | 2              | 281             |
| 4    | A.J. Styles      | 2              | 271             |
| 5    | Rob Terry        | 1              | 167             |
| 6    | Booker T         | 1              | 143             |
| 7    | Robbie E         | 1              | 126             |
| 8    | Bobby Roode      | 1              | 3525+           |
| 9    | Samoa Joe        | 1              | 70              |
| 10   | Kevin Nash       | 2              | 66              |
| 11   | Gunner           | 1              | 64              |
| 12   | Douglas Williams | 1              | 35              |
| 13   | Jeff Jarrett     | 1              | 29              |
| 14   | Mick Foley       | 1              | 25              |
| 14   | PJ Black         | 1              | 1               |